# سعد كمبش
سعد حميد كمبش (1964 - 20 نيسان 2023) تولَّى رئاسة ديوان الوقف السني في العراق.
شغل منصب وكيل رئيس الديوان للشؤون الدينية والثقافية، ثم عين رئيسا للديوان خلفا لعبد اللطيف الهميم في 20 شباط 2020.
زوجته النائبة غيداء كمبش، توفيت في 10 تموز 2020 بسبب إصابتها مرض فيروس كورونا المستجد 2019. وفي 3 آذار سنة 2022، صدر أمر بتعيين عبد الخالق مدحت العزاوي خلَفاً لسعد كمبش، وإعادة سعد إلى منصبه السابق وكيلاً لديوان الوقف السني. قال عبد الخالق شاهر عن سعد كمبش: «كان طالباً في كلية الدفاع وقتما كنتُ رئيساً لهيئتها التدريسية».

## اعتقاله ووفاته
في 21 آذار سنة 2023 اعتقل سعد من بيته في محافظة ديالى وأُخذَ إلى بغداد حيث احتجز في مركز شرطة كرادة مريم وسط بغداد، وكانت قبل ذلك هيئة النزاهة قد أعلنت في بداية شهر آذار سنة 2023 أن «محكمة تحقيق صلاح الدين المختصة بقضايا النزاهة أصدرت أمر قبض بحق الرئيس الأسبق لديوان الوقف السني، والمدير العام السابق للدائرة الهندسية في الديوان؛ على خلفية المغالاة في أسعار تنفيذ مشروع مآذن حديدية للجوامع في عموم محافظة صلاح الدين، وصرف مبالغ كبيرة لها، فضلاً عن أن التنفيذ كان مخالفاً للمواصفات المنصوص عليها في العقد».
ثم هرب سعد من مركز احتجازه في كرادة مريم وسط بغداد إلى الموصل يوم 18 نيسان سنة 2023، وما لبث أن اعتقل في الموصل يوم 20 نيسان سنة 2023 وتوفي حين اعتقاله من جراء الركض لمسافات طويلة مما سبب لهُ ارتفاع ضغط الدم ثم نُقل إلى مستشفى الموصل متوفياً وفقاً لدائرة صحة نينوى. وأظهر تقرير الوفاة الطبي أنهم وجدوا «كدمات غير منتظمة الشكل بنفسجية وصفراء وخضراء اللون، تتراوح وقت حدوثها ما بين يوم الى يومين فخمسة أيام»، وذكر التقرير أن «السبب الحقيقي للوفاة هو أزمة قلبية».

## وصلات خارجية
- دار الإفتاء العراقية تطالب بكشف تفاصيل قتل رئيس ديوان الوقف السني السابق سعد كمبش.